# Sant Martí de Llémena
Sant Martí de Llémena è un comune catalano di 459 abitanti situato nella comunità autonoma della Catalogna.